# سيطرة الآباء
يطلق مصطلح سيطرة الآباء على «نظام يخضع له الطفل، حيث يتلقى التعليم حسب رغبة والديه وثروتهما، وليس بما يتناسب مع قدراته وجهوده» (برون، 1990:65). وذلك على العكس من الاستحقاقراطية حيث يتم توزيع المكافآت التعليمية والمالية وفقًا لقدرات الطفل وجهوده.

## مجالات سيطرة الآباء
على قرارات أبنائهم يمكن شرح مفهوم التسلط الحاصل من قبل بعض الآباء على خيارات وقرارات أبنائهم أنه نوع من التدخل وفرض الرأي حتى في الشؤون الشخصية لهؤلاء الأبناء ومصادرة قراراتهم وحقهم في اختيار ما يشاءون باستخدام السلطة الأبوية. وذلك لعدة ذرائع مثل عدم وعيهم وأهليتهم لاختيار ما يشاءون. ويحدث هذا مع الأبناء سواء في مرحلة الطفولة أو المراهقة أو حتى النضوج في بعض الأحيان. والحياة غنية ومتنوعة في مجلاتها ومواقفها والأشياء التي تفرض خيارات متعددة يجب على الفرد اتخاذ قرارات بشأنها، سواء كان هذا الفرد طفلا أو كبيرا، ذكرا أو أنثى، أبا أو ابنا، وكل هذه المجلات قد يحدث فيها نوع من التسلط من قبل الآباء على قرارات أبنائهم، فمثلاً:
- المواهب والميول والاهتمامات[1]

بدوافع عديدة قد لا تلقى جميع الهويات أو المواهب التي يتمتع بها الأبناء ترحيب من قبل آبائهم، فمثلاً بذريعة أن هذه الأشياء تلهيهم عن دروسهم أو لأسباب اجتماعية وثقافية أخرى التي ترفض بعض أنواع الفنون أو المجالات العلمية باعتبارها لا تناسب الثقافة الاجتماعية السائدة، وفي هذه الحالات  جميعاً يحرم الابن من اهتمام والديه بمواهبه وربما تمحى هذه الموهبة وتضمحل مع كبتها وعدم تنميتها  الخيارات التعليمية والأكاديمية أما هذا الجانب فيمكن القول أنه الأكثر تأثراً واهتماماً في ممارسة الأهل سلطتهم على خيارات أبنائهم، وأيضاً لاعتبارات اقتصادية أو اجتماعية ترغب بعض الأسر في توجيه أبنائها لمجالات تعليمية معينة تضمن لهم مستقبل أفضل من وجهة نظر هؤلاء الأهل، غير آخذين بالاعتبار رغبة وميل أبنائهم وقدرتهم على النجاح في هذه المجلات
- الملابس والشكل[2]

وهنا تأخذ الاختلافات في الثقافة العصرية دورها وتفرض نوع من التناقض بين رأي الأبناء والآباء حول الطريقة التي يختارون ملابسهم أو يعتنون بمظهرهم بها، فالابن يريد أن يحاكي الموضة السائدة بين أبناء عصره والآباء يريدون أن يحافظ ابنهم في مظهره على معايير الأناقة التي يعرفونها، راجع مقالنا عن اختيار الثياب المناسبة للأطفال
- حرية الحركة والتصرف[3]

سواء في الخروج للتنزه والرحلات والزيارات أو ممارسة رياضة معينة أو الانتساب لمعاهد أو مراكز تناسب رغبات وميول الأبناء، فكل هذه الأشياء لا تلقى دائماً الترحيب والقبول من قبل الآباء لأسباب عديدة كالانشغال عن الدروس أو الابتعاد عن المنزل
- العلاقات الاجتماعية بكافة أنواعها[4]

حتى العلاقات التي يحاول الأبناء بنائها وتشكيلها مع الآخرين يحاول بعض الأهل تحديدها والتحكم بها مثل اختيار الأصدقاء بالنسبة للطفل والمراهق حتى يبعدوهم عن ما يعرف بصديق السوء، أو اختيار شريك الحياة بالنسبة للناضج وخاصة الإناث وفي هذه الحالة حتى المجتمع قد يفرض رأيه بمعاييره عن الشخص المقبوض للارتباط، وفي الحقيقة تعتبر هذه المسألة بالغة الحساسية فعدم الاختيار الصحيح من القبل الأبناء للأشخاص الذين سوف يتعاملون معهم أو يرتبطون بهم قد يكون له نتائج مأساوية في بعض الأحيان على مستقبلهم.